# Нуэва-Враджамандала
Нуэ́ва-Враджама́ндала (исп. Nueva Vrajamandala, рус. Новая Враджамандала) или Фи́нка де Са́нта Кла́ра (исп. Finca de Santa Clara) — сельскохозяйственная община Международного общества сознания Кришны в муниципалитете Бриуэга, провинция Гвадалахара, Испания. Является крупнейшим кришнаитским центром в Испании. Расположена в 100 км к северу от Мадрида. Средняя высота над уровнем моря — 810 метров. Площадь земельных угодий составляет 306 гектаров.
Земля и расположенное на ней имение бывшего личного медика Франко были приобретены кришнаитами в 1979 году за 60 млн песет. Имение называлось Финка де Санта Клара, но кришнаиты дали ему новое название Нуэва-Враджамандала, в память о Врадже — священном регионе в Индии, в котором по преданию прошло детство Кришны. На картах и в официальных документах община продолжает обозначаться названием Финка де Санта Клара.
В вайшнавском храме, расположенном в здании бывшего поместья, осуществляется поклонение божествам Радхи-Кришны (Шри Шри Радха-Говинда Чандра), Чайтаньи и Нитьянанды (Шри Шри Гаура-Нитай) и Нарасимхи (Шри Шри Лакшми-Нарасимха).